# Можарово
Можарово - село в Спаському районі Рязанської області, входить до складу Троїцького сільського поселення.

## Географія
Село розташоване на березі річки Тисья за 6 км на північний захід від центру поселення села Троїця та за 17 км на захід від райцентру міста Спаськ-Рязанський.

## Історія
Можарово як село згадується в Пронських приправочних книгах 1597-98 років. У писцевих книгах 1628-29 років про Микільську церкву в Можарово зазначено, що «стоїть без співу». У першій половині XVIII століття Микільська церква закрита, Можарово як сільце увійшло до складу Собчаківської парафії.
У XIX-початку XX століття село входило до складу Троїцької волості Спаського повіту Рязанської губернії. У 1906 році у селі було 32 двори.
Із 1929 року село входило до складу Красильниковської сільради Спаського району Рязанського округу Московської області, з 1937 року — у складі Рязанської області, з 1957 року — у складі Троїцької сільради, з 2005 року — у складі Троїцького сільського поселення.

## Населення
- 1859 — 167 осіб
- 1906 — 289 осіб
- 2010 — 36 осіб